# Campionat de Catalunya de futbol 1925-1926
La temporada 1925-26 del Campionat de Catalunya de futbol fou la vint-i-setena edició de la competició. Fou disputada la temporada 1925-26 pels principals clubs de futbol de Catalunya.

## Primera Categoria

### Classificació final
| Pos | Equip            | PJ | PG | PE | PP | GF | GC | DG  | Pts | Classificació |
| --- | ---------------- | -- | -- | -- | -- | -- | -- | --- | --- | ------------- |
| 1   | FC Barcelona (C) | 14 | 9  | 2  | 3  | 35 | 15 | +20 | 20  | Campió        |
| 2   | UE Sants         | 14 | 7  | 2  | 5  | 29 | 19 | +10 | 16  |               |
| 3   | CE Sabadell      | 14 | 6  | 4  | 4  | 27 | 21 | +6  | 16  |               |
| 4   | CE Europa        | 14 | 6  | 3  | 5  | 32 | 24 | +8  | 15  |               |
| 5   | Gràcia FC        | 14 | 6  | 3  | 5  | 33 | 27 | +6  | 15  |               |
| 6   | Terrassa FC      | 14 | 6  | 3  | 5  | 27 | 23 | +4  | 15  |               |
| 7   | RCD Espanyol     | 14 | 5  | 5  | 4  | 27 | 29 | −2  | 15  |               |
| 8   | FC Martinenc (R) | 14 | 0  | 0  | 14 | 13 | 65 | −52 | 0   | Promoció      |

La temporada 1925-26 començà amb retard, a causa d'haver estat clausurat el camp de Les Corts durant 6 mesos en haver estat xiulat l'himne espanyol en un partit d'homenatge a l'Orfeó Català. Aquest fet provocà que a l'inici del campionat espanyol, el català no hagués acabat i els dos classificats fossin els dos primers classificats a mitjan temporada. En aquest instant, l'Espanyol era líder i el Barça segon. L'Espanyol, però, va jugar la segona volta amb el segon equip per la gira que va fer per Amèrica. El campió final fou el FC Barcelona. El FC Martinenc va haver de disputar la promoció.
Durant el temps en què s'ajornà el Campionat, la Federació organitzà un torneig anomenat Copa Catalunya en que prengueren part tots els clubs de Primera A excepte el Barcelona. El campió de la copa fou el FC Terrassa.

### Resultats finals
- Campió de Catalunya: FC Barcelona
- Classificats per Campionat d'Espanya: RCD Espanyol i FC Barcelona
- Descensos: FC Martinenc
- Ascensos: FC Badalona

## Segona Categoria
| Pos | Equip               | PJ | PG | PE | PP | GF | GC | DG  | Pts | Classificació |
| --- | ------------------- | -- | -- | -- | -- | -- | -- | --- | --- | ------------- |
| 1   | FC Badalona (C, P)  | 14 | 9  | 3  | 2  | 38 | 16 | +22 | 21  | Campió        |
| 2   | CE Júpiter          | 14 | 8  | 2  | 4  | 29 | 24 | +5  | 18  |               |
| 3   | Atlètic de Sabadell | 14 | 8  | 2  | 4  | 25 | 11 | +14 | 18  |               |
| 4   | UE Sant Andreu      | 14 | 5  | 4  | 5  | 26 | 26 | 0   | 14  |               |
| 5   | Iluro SC            | 14 | 6  | 1  | 7  | 23 | 19 | +4  | 13  |               |
| 6   | FC Lleida           | 14 | 3  | 6  | 5  | 20 | 22 | −2  | 12  |               |
| 7   | CE Manresa          | 14 | 5  | 2  | 7  | 27 | 29 | −2  | 12  |               |
| 8   | Reus Deportiu (R)   | 14 | 1  | 2  | 11 | 13 | 54 | −41 | 4   | Promoció      |

La Unió Esportiva Sant Andreu, fusió d'Avenç i Andreuenc, agafa la plaça del primer a la categoria. El FC Badalona es proclamà campió de la categoria i es classificà per disputar la promoció d'ascens. Va perdre la final del Campionat d'Espanya de segona categoria davant el Pasayako (2-2, 0-1) a Saragossa. El Reus Deportiu fou el darrer i disputà la promoció de descens.
Es diputaren dos partit de desempat per decidir la segona posició del campionat que finalment fou atorgada al Júpiter.
| Athletic FC de Sabadell | 1 - 1 | CE Júpiter |
| ----------------------- | ----- | ---------- |
| Mota                    |       | Costa      |

 Estadi de Sarrià, Barcelona
| Athletic FC de Sabadell | 1 - 2 | CE Júpiter          |
| ----------------------- | ----- | ------------------- |
| Mota                    |       | Costa · pp Bigueres |

 Estadi de Sarrià, Barcelona
En la promoció entre el darrer classificat de Primera A i el campió de Primera B:
| FC Martinenc                          | 4 - 2 | FC Badalona      |
| ------------------------------------- | ----- | ---------------- |
| Lakatos · Rodríguez · Lakatos · Samsó |       | Cristià · Blanco |

 Estadi de Sarrià, Barcelona
| FC Martinenc | 0 - 1 | FC Badalona |
| ------------ | ----- | ----------- |
|              |       | Garriga     |

 Camp del CE Europa, Barcelona
| FC Martinenc | 0 - 6 | FC Badalona                                         |
| ------------ | ----- | --------------------------------------------------- |
|              |       | Roure · Forgas · Forgas · Forgas · Forgas · Garriga |

 Camp del CE Europa, Barcelona
El Badalona aconseguí l'ascens de categoria, mentre que el Martinenc la perdé.

## Tercera Categoria
La tercera categoria del Campionat de Catalunya de futbol (anomenada Grup de Promoció de Segona Categoria) es disputà seguint criteris regionals.
La categoria abastava per tercera i darrera temporada la competició del Comitè Provincial Balear, formada per dos grups: Mallorca i Menorca. Degut a una escissió en el si de la competició durant la temporada i a la conversió del Comitè en Federació de Futbol de les Illes Balears, el campió de Balears (la US Mahón) no va participar en la fase final de grups.
A la demarcació de Barcelona estigué formada pels següents equips:
- Grup de Ponent: Colònia Güell, Alumnes Obrers de Vilanova, FC Santboià, Santfeliuenc FC, FC Vilafranca i CD Sitgetá
- Grup del Centre: Joventut Terrassenca, Catalunya de Les Corts, Hospitalenc SC, UA d'Horta, Ateneu Igualadí i Atlètic del Turó
- Grup de Llevant: Ripollet, Llevant Catalunya de Badalona, Granollers SC, Vic FC, FC Canet i FC Poble Nou

Al grup de llevant el campió fou el Granollers SC, que derrotà en el partit de desempat el FC Canet per 5 a 2. Al grup de ponent el campió fou el FC Vilafranca i al central el Catalunya de Les Corts. Aquests s'enfrontaren pel campionat de Barcelona el mes de juliol.
| Granollers SC | 4 - 1 | FC Vilafranca |
| ------------- | ----- | ------------- |
|               |       |               |

 Camp de la UE Sants, Barcelona
| Granollers SC | 2 - 1 | Catalunya de Les Corts |
| ------------- | ----- | ---------------------- |
|               |       |                        |

 Camp del Gràcia FC, Barcelona
El Granollers SC es proclamà campió de Barcelona de la categoria.
Al campionat de Girona (grup A) participaren els clubs Unió Sportiva La Bisbal, Portbou FC, FC Palafrugell, Olot FC, Ateneu Deportiu Guíxols, Unió Sportiva de Girona, US Pontons, L'Escala FC i Unió Sportiva de Figueres. El campió fou el FC Palafrugell.
A Tarragona el campió fou el Gimnàstic i a Lleida la Joventut Republicana.
El Campionat de Catalunya de tercera categoria (dit de segona) el disputaren els tres millors equips de Barcelona, Tarragona, Lleida i Girona, dividit en tres grups de quatre per proximitat geogràfica:
- Grup A: Granollers SC, FC Palafrugell, Ateneu Deportiu Guíxols i Unió Sportiva de Girona
- Grup B: Catalunya de Les Corts, Joventut Republicana de Lleida, Tàrrega FC i FC Borges
- Grup C: FC Vilafranca, Gimnàstic de Tarragona, FC Vendrell i FC Tarragona

Els campions foren el Gimnàstic, que guanyà el Vilafranca 2 a 0 en el partit de desempat, la Joventut Republicana de Lleida i el Palafrugell.
Aquests clubs s'enfrontaren a la fase final pel campionat de Catalunya de la categoria:
| Gimnàstic de Tarragona | 6 - 1 | Joventut Republicana |
| ---------------------- | ----- | -------------------- |
|                        |       |                      |

 Camp del Gimnàstic, Tarragona
| Joventut Republicana | 1 - 4 | FC Palafrugell |
| -------------------- | ----- | -------------- |
|                      |       |                |

 Camp d'Esports, Lleida
| FC Palafrugell | 3 - 3 | Gimnàstic de Tarragona |
| -------------- | ----- | ---------------------- |
|                |       |                        |

 Camp del FC Palafrugell, Palafrugell
| Joventut Republicana | 1 - 2 | Gimnàstic de Tarragona |
| -------------------- | ----- | ---------------------- |
|                      |       |                        |

 Camp d'Esports, Lleida
| FC Palafrugell | 4 - 1 | Joventut Republicana |
| -------------- | ----- | -------------------- |
|                |       |                      |

 Camp del FC Palafrugell, Palafrugell
| Gimnàstic de Tarragona | 1 - 1 | FC Palafrugell |
| ---------------------- | ----- | -------------- |
|                        |       |                |

 Camp del Gimnàstic, Tarragona
El Club Gimnàstic es proclamà campió de Catalunya de tercera categoria en vèncer en el partit de desempat al Palafrugell.
| Gimnàstic de Tarragona | 6 - 1 | FC Palafrugell |
| ---------------------- | ----- | -------------- |
|                        |       |                |

 Estadi de Sarrià, Barcelona
En els partits de promoció per una plaça a primera B:
| Reus Deportiu     | 2 - 2 | Gimnàstic de Tarragona |
| ----------------- | ----- | ---------------------- |
| Domingo II · Fort |       | Ferrer · pp Vergés     |

 Camp del CE Europa, Barcelona
| Reus Deportiu | 1 - 4 | Gimnàstic de Tarragona              |
| ------------- | ----- | ----------------------------------- |
| Vergés        |       | Álvarez · Montfort · Desclòs · Paco |

 Estadi de Sarrià, Barcelona
El Club Gimnàstic assoleix l'ascens a Primera B i el Reus Deportiu perd la categoria.